# Туре, Блати
Ибраим Блати Туре (фр. Ibrahim Blati Touré; род. 4 августа 1994[…], Буаке, Валле-дю-Бандама) — буркинийский футболист, полузащитник клуба «Пирамидз» и сборной Буркина-Фасо.

## Клубная карьера
Блати с 2013 по 2014 выступал в молодёжной команде испанского «Райо Вальекано B». Летом 2014 года Туре присоединился к «Рекреативо B».
Спустя год полузащитник был отдан в аренду во французский «Эвиан», выступавший в Лиге 2. Туре провёл первую игру в новом клубе 14 августа 2015 года против «Аяччо».
По окончании сезона 2015/16 «Эвиан» покинул Лигу 2, а Блати подписал контракт с кипрской «Омонией». 20 августа 2016 года буркиниец провёл дебютную игру за клуб из Никосии. 13 марта 2018 года присоединился к шведскому клубу «АФК Эскильстуна».
29 августа 2018 года вернулся в Испанию и присоединился к клубу «Кордова». 11 июня 2019 подписал 3-летний контракт с португальской командой «Витория».

## Карьера в сборной
19 декабря 2016 года Туре был включён в предварительную заявку для участия в Кубке африканских наций 2017.